# Зигелсбах
Зигелсбах (њем. Siegelsbach) општина је у њемачкој савезној држави Баден-Виртемберг. Једно је од 46 општинских средишта округа Хајлброн. Према процјени из 2010. у општини је живјело 1.644 становника. Посједује регионалну шифру (AGS) 8125087.

## Географски и демографски подаци
Зигелсбах се налази у савезној држави Баден-Виртемберг у округу Хајлброн. Општина се налази на надморској висини од 270 метара. Површина општине износи 7,7 km². У самом мјесту је, према процјени из 2010. године, живјело 1.644 становника. Просјечна густина становништва износи 214 становника/km².

## Међународна сарадња
| Мјесто   | Држава     | Врста сарадње | Од    |
| -------- | ---------- | ------------- | ----- |
| Шутранге | Луксембург | партнерство   | 1990. |
| Извор    |            |               |       |